# CAST-PRIX ZERO
『CAST-PRIX ZERO』（キャスプリ ゼロ）は映画や特撮作品、漫画・アニメ等を原作とする演劇に出演している俳優の情報を取り扱う日本の芸能雑誌（ムック扱い）。隔月刊。
編集・pinpointbarrier、発売・メディアボーイ。

## 概要
2006年7月に英知出版より『CAST-PRIX』の表題で発刊する。しかし、2007年3月に同社が倒産したことから発売元がジャイブへ移り『CAST-PRIX PREMIUM』（キャスプリ プレミアム）に改称。2008年10月には発行元がグライドメディアへ移り、現在の誌名に改称すると共にPREMIUM時代の号数をリセット。従って、現在の号数はZEROになって以降の号数である。なお、ジャイブはZEROの発刊と同時期に編集スタッフを新規に集め『caspa!』を発刊している。2013年9月に発行元がメディアボーイに移る。
キャッチフレーズは「2次元と3次元をつなぐビジュアライズ・キャストマガジン」で、特撮や漫画・アニメを原作とする実写映画・演劇に出演している男性俳優の情報を専門にしている。